# Svenska mästerskapen i jujutsu 1988
Svenska mästerskapen i ju-jutsu 1988 avgjordes i Järfälla kommun i november 1988.
Arrangerande förening var Järfälla Budoklubb.
| Placering | Namn            | Klubb    |
| --------- | --------------- | -------- |
| Guld      | Cecilia Blacker | Täby JJK |
| Silver    | Annika Lindau   | Täby JJK |
| Brons     | Katrin Hanson   | Täby JJK |

| Placering | Namn              | Klubb        |
| --------- | ----------------- | ------------ |
| Guld      | Benny Salomonsson | Växjö JJK    |
| Silver    | Per-Åke Olsson    | Järfälla JJK |
| Brons     | Heinz Reidvik     | Växjö JJK    |

| Placering | Namn            | Klubb           |
| --------- | --------------- | --------------- |
| Guld      | Ulf Bäckström   | Mifuné, Örebro  |
| Silver    | Christer Öqvist | Umeå BK         |
| Brons     | Peter Karlsson  | Upplands Bro BK |

| Placering | Namn             | Klubb        |
| --------- | ---------------- | ------------ |
| Guld      | Lasse Pettersson | Borlänge JJK |
| Silver    | Leif Löfqvist    | Umeå BK      |
| Brons     | Hans Jordestig   | Växjö JJK    |